# Kukuryku na ręczniku
Kukuryku na ręczniku – zbiór opowiadań dla dzieci autorstwa polskiej pisarki Marii Kownackiej z 1936.
Opowiadania dotyczą higieny osobistej.